# Kharelthok
Kharelthok (nep. खरेलथोक) – gaun wikas samiti w środkowej części Nepalu w strefie Bagmati w dystrykcie Kavrepalanchok. Według nepalskiego spisu powszechnego z 2001 roku liczył on 653 gospodarstw domowych i 2939 mieszkańców (1597 kobiet i 1342 mężczyzn).